# Leccinum scabrum
Il Leccinum scabrum è un fungo edule appartenente alla famiglia Boletaceae.

## Descrizione della specie

### Cappello
Fino a 12 cm di larghezza, da bianco sporco a grigio chiaro con tonalità giallastre. Vellutato oppure liscio, diventa vischioso con l'umidità.
È emisferico in fase giovanile per poi diventare convesso e con l'età tende a spianarsi. Può presentare macchie più chiare o più scure. Il bordo è abbastanza regolare.

### Tubuli

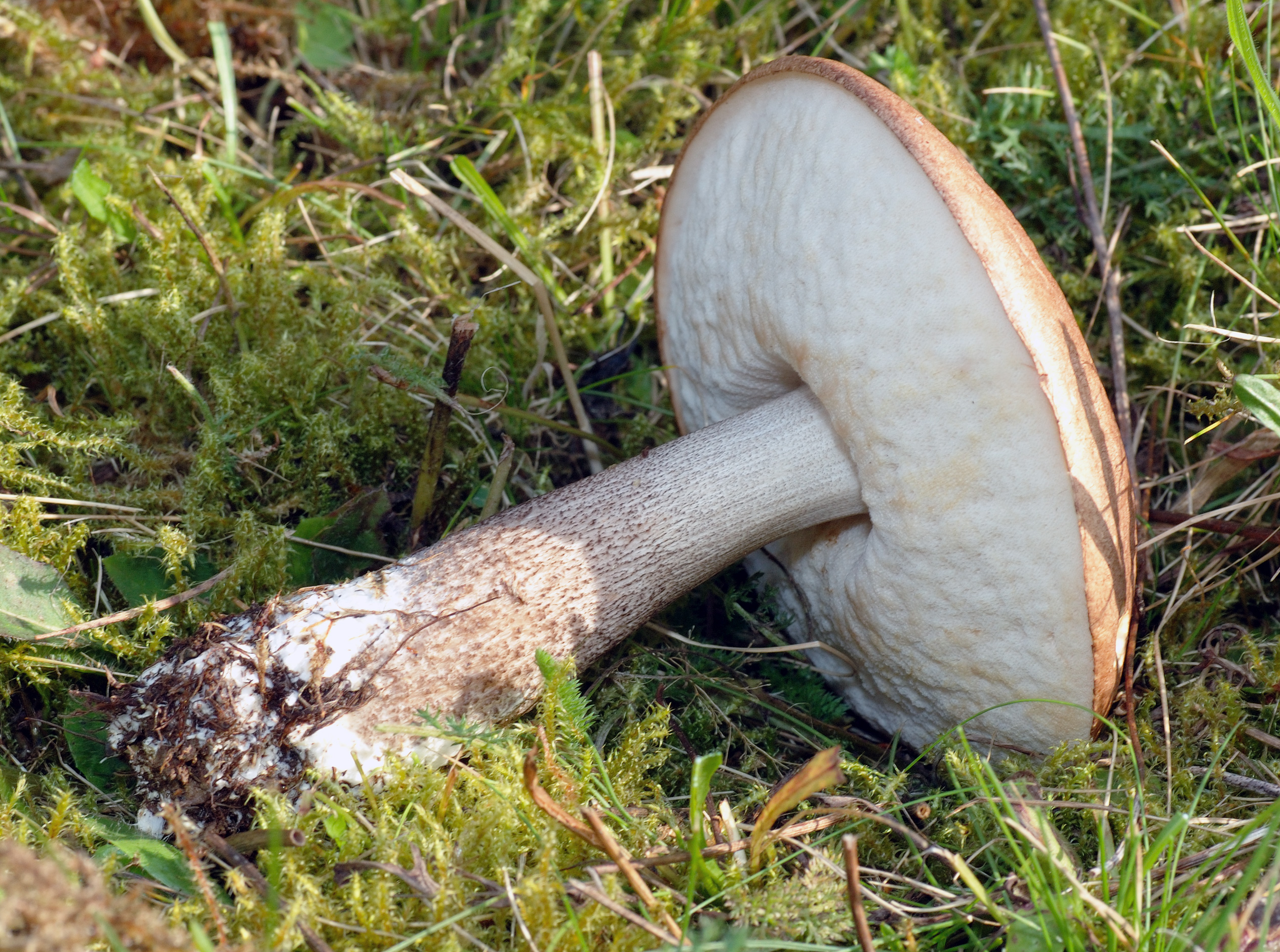

Biancastri, poi verdognoli, sottili, facilmente asportabili, molto più lunghi della carne del cappello.

### Pori
Piccoli, circolari; da biancastri a grigi.

### Gambo
Molto lungo rispetto all'ampiezza del cappello, 15 x 2 cm circa.

Sodo, cilindrico, leggermente assottigliato in prossimità del cappello; di colore bianco sporco oppure grigio, ricoperto da tante piccole squamette color grigio scuro.

Si può staccare facilmente dal cappello.

### Carne
Di colore bianco sporco, tenera nel cappello e coriacea nel gambo.

Diventa nera se manipolata oppure dopo cottura.
- Odore: gradevole, leggero ed aromatico.
- Sapore: grato, dolce.

### Spore
Gialle in massa con sfumature cannella, fusiformi, lisce, guttulate, 13-21 x 4-6 µm.

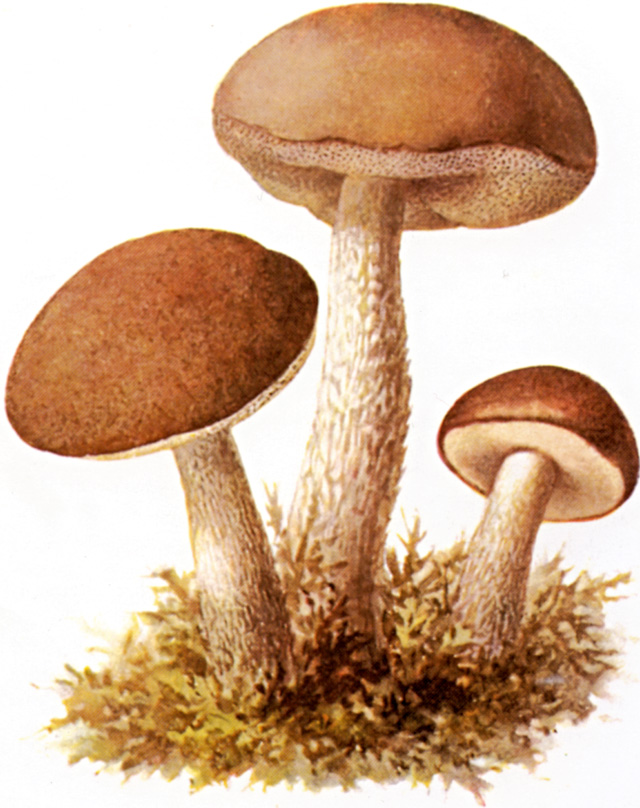
Illustrazione di L. scabrum

## Habitat
Estate-autunno, nei boschi di latifoglie, soprattutto betulle.
Non ama l'ombra e si può trovare in zone di erba, anche alta, o ai margini del bosco.

## Commestibilità
Buona, nonostante la carne diventi nerastra alla cottura.

Asportare il gambo in quanto coriaceo e di sapore cattivo, aspro. Si consiglia di consumare esemplari giovani in quanto con l'età la carne diventa un po' molle e di sapore leggermente sgradevole. A questo inconveniente però, si può ovviare frullando il fungo dopo averlo trifolato e facendo diventare il tutto una crema, da mettere sulle pietanze a piacimento.

## Etimologia
Dal latino scabrum = scabro, riferito alla granulosità del gambo.

## Nomi comuni
- Leccino
- Beola
- Donna Nera, Gazzett (nel Biellese)
- Porcinello grigio
- Cravin
- Gambetta
- Sürlo
- Crava in piemontese

## Galleria d'immagini

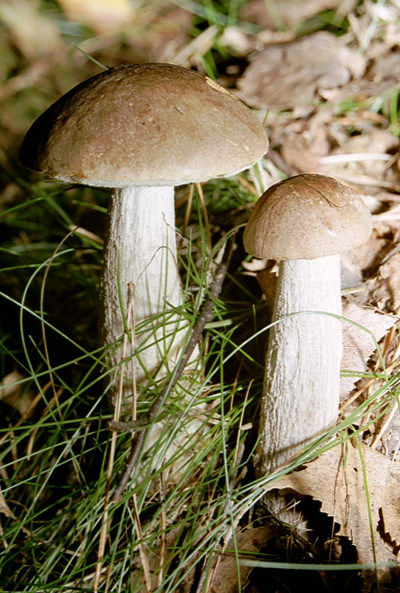
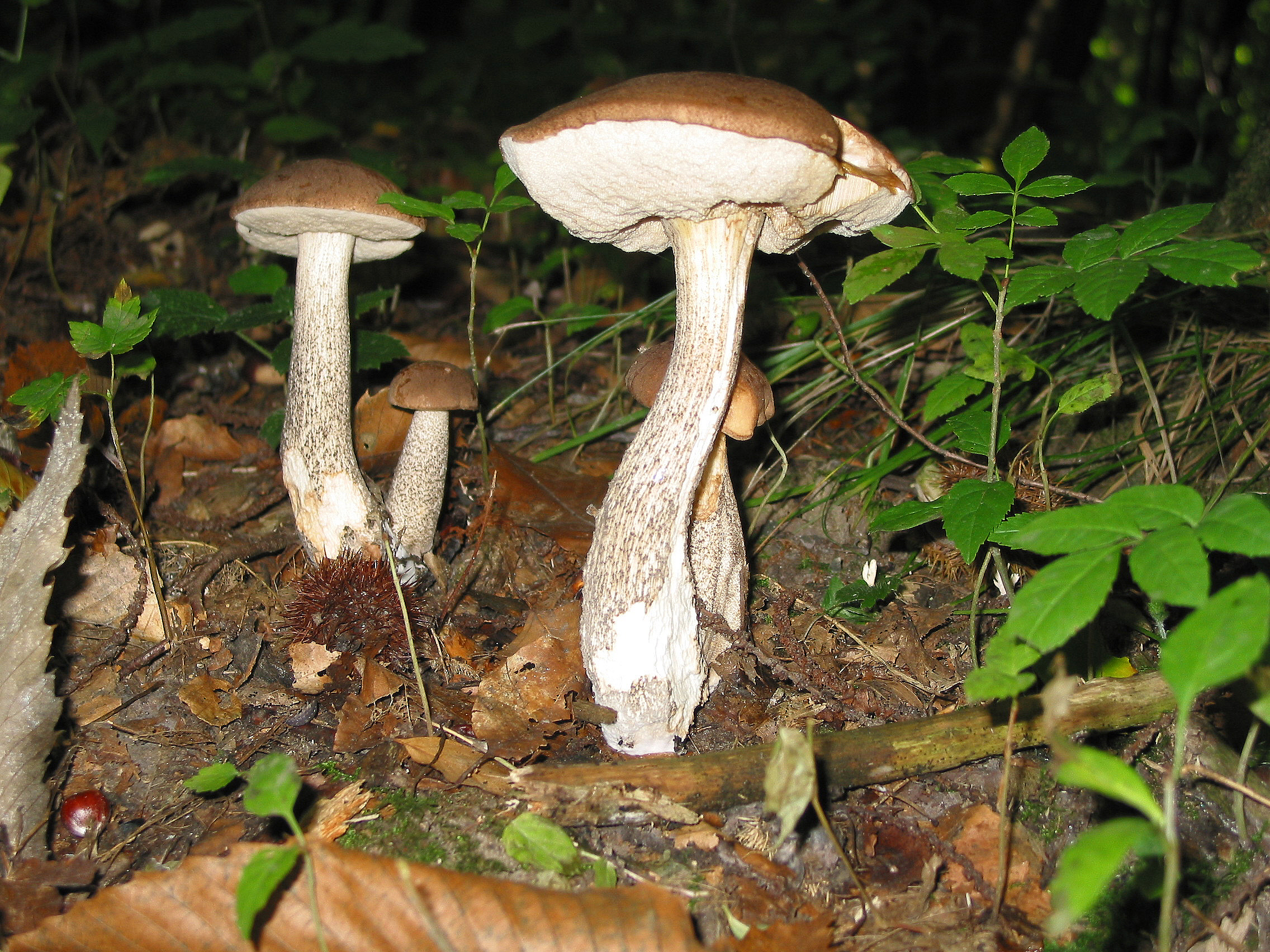
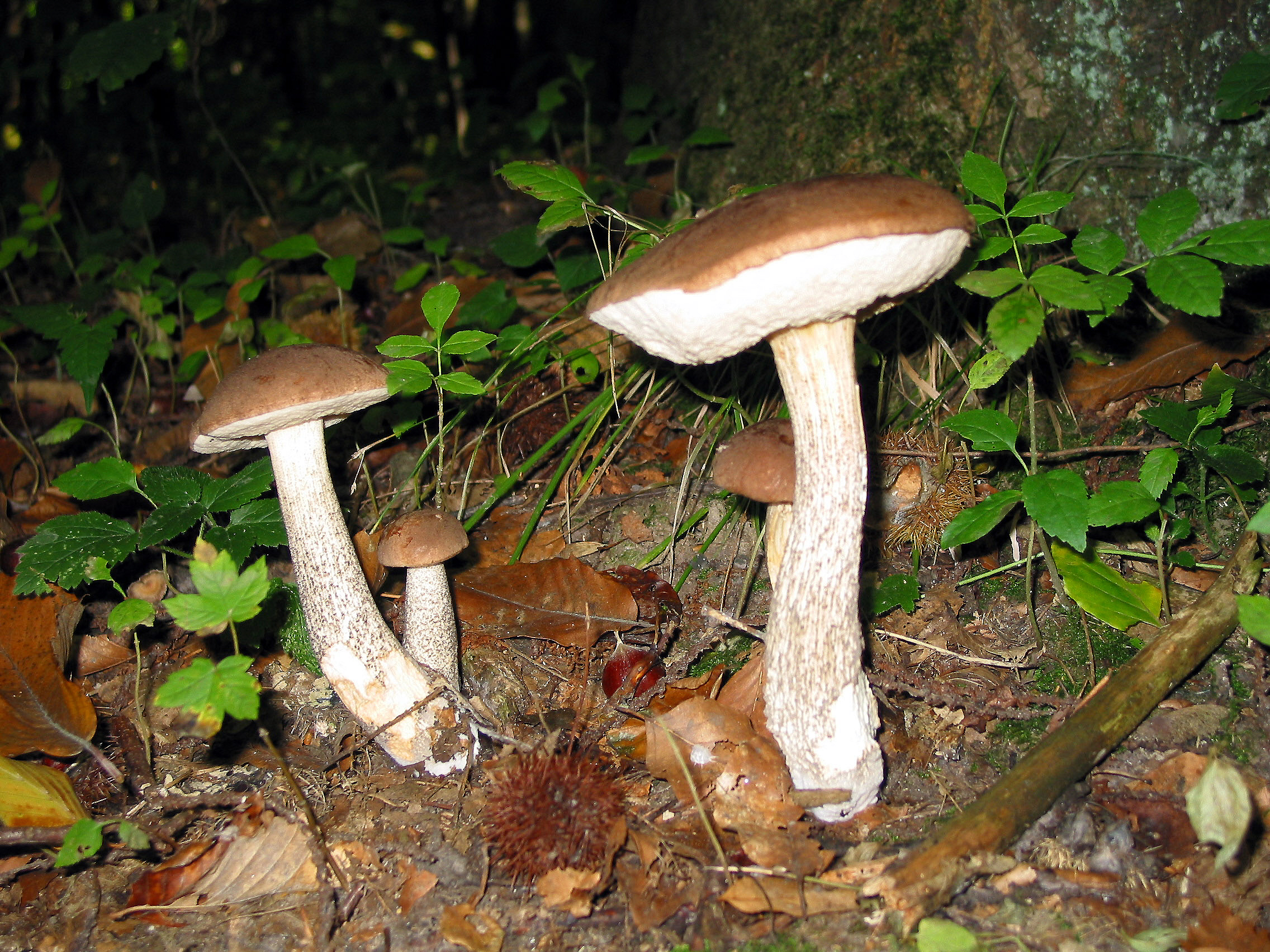
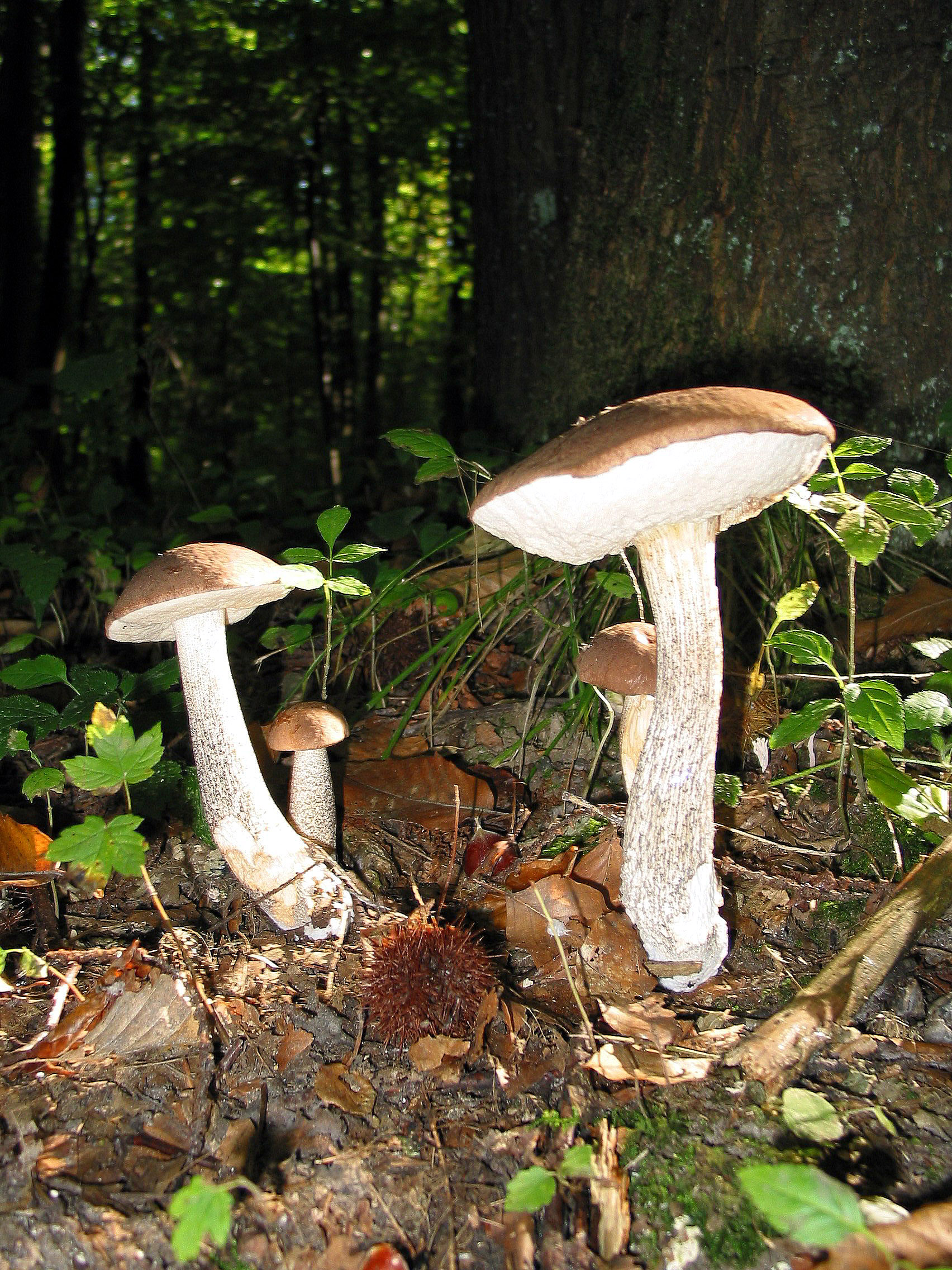
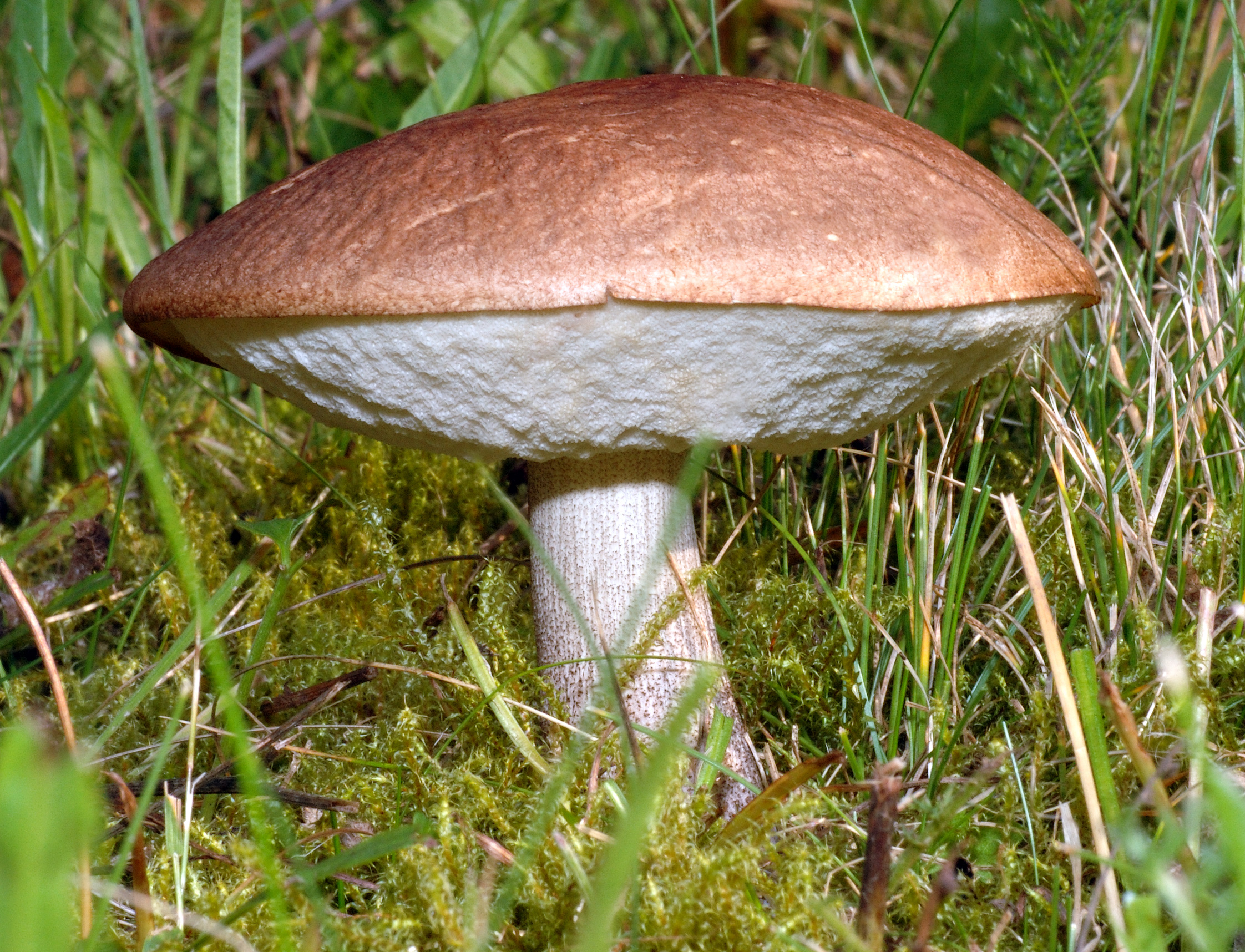
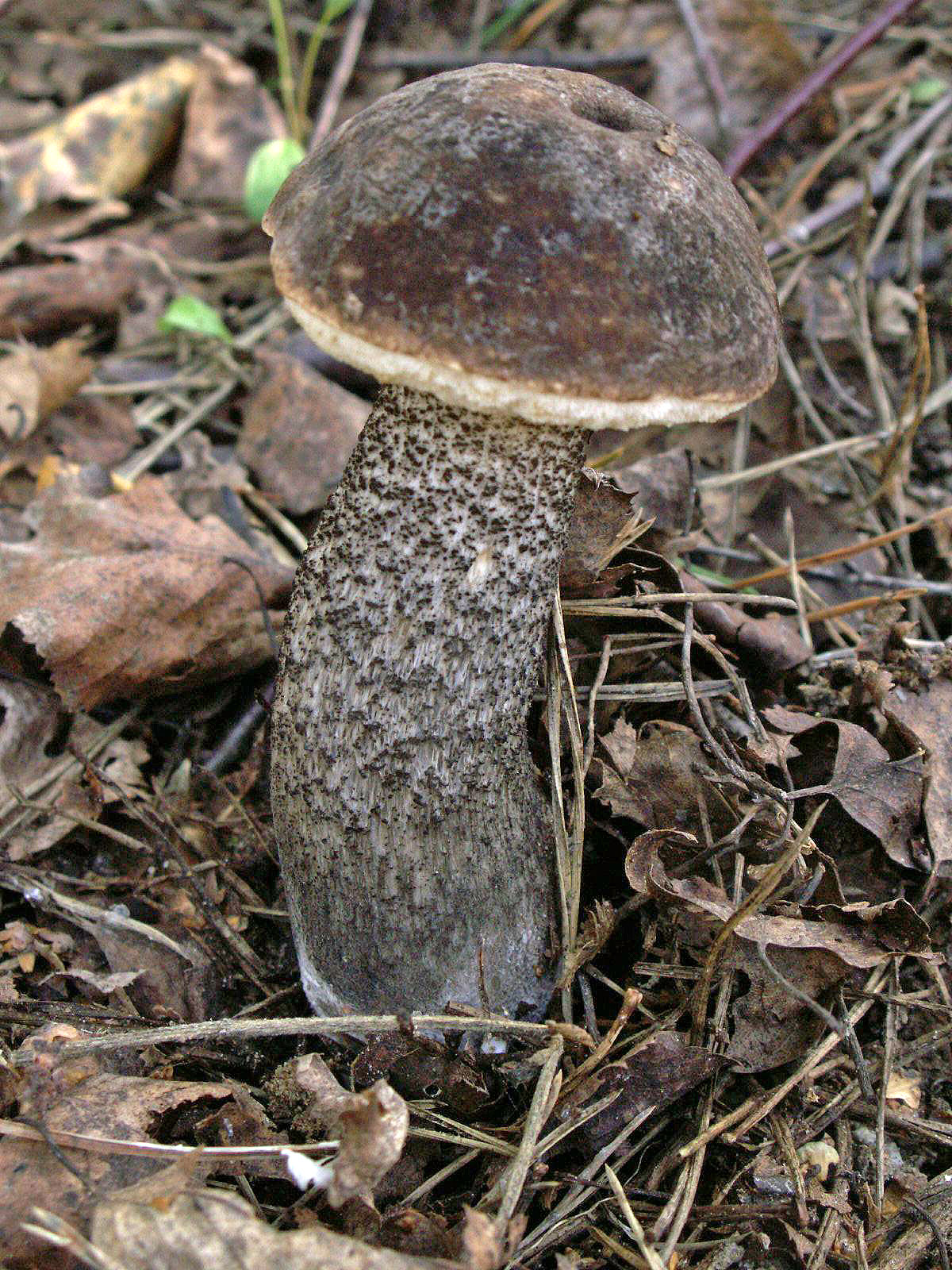

## Sinonimi e binomi obsoleti
- Boletus avellaneus J. Blum, Bull. trimest. Soc. mycol. Fr. 85(4): 560 (1970) [1969]
- Boletus melaneus (Smotl.) Hlaváček, Mykologický Sborník 66(1): 7 (1989)
- Boletus murinaceus J. Blum, Bull. trimest. Soc. mycol. Fr. 85(4): 560 (1970) [1969]
- Boletus scaber Bull., Herbier de la France 3: tab. 132 (1783)
- Boletus scaber var. melaneus Smotl., C.C.H. 28(1-3): 70 (1951)
- Ceriomyces scaber (Bull.) Murrill, Mycologia 1(4): 146 (1909)
- Gyroporus scaber (Bull.) Quél., Enchir. fung. (Paris): 162 (1886)
- Krombholzia scabra (Bull.) P. Karst., (1881)
- Krombholzia scabra f. melanea (Smotl.) Vassilkov, 10: 370 (1956)
- Krombholziella avellanea (J. Blum) Courtec., Clé de determination macroscopique des champignons superieurs des regions du Nord de la France (Roubaix): 119 (1986)
- Krombholziella avellanea (J. Blum) Alessio, Boletus Dill. ex L. (Saronno): 458 (1985)
- Krombholziella avellanea (J. Blum) Bon, Docums Mycol. 16(no. 62): 66 (1986)
- Krombholziella melanea (Smotl.) Šutara, Česká Mykol. 36(2): 81 (1982)
- Krombholziella mollis Bon [as 'molle'], Docums Mycol. 14(no. 56): 22 (1985) [1984]
- Krombholziella murinacea (J. Blum) Bon, Docums Mycol. 16(no. 62): 66 (1986)
- Krombholziella murinacea (J. Blum) Alessio, Boletus Dill. ex L. (Saronno): 458 (1985)
- Krombholziella scabra (Bull.) Maire, Fungi Cat., Series Altera 1937: 46 (1937)
- Krombholziella subcinnamomea (Pilát & Dermek) Alessio, Boletus Dill. ex L. (Saronno): 458 (1985)
- Leccinum avellaneum (J. Blum) Bon, Docums Mycol. 9(no. 35): 41 (1979)
- Leccinum melaneum (Smotl.) Pilát & Dermek, Hribovité Huby: 145 (1974)
- Leccinum molle (Bon) Bon, Docums Mycol. 19(no. 75): 58 (1989)
- Leccinum murinaceum (J. Blum) Bon, Docums Mycol. 9(no. 35): 41 (1979)
- Leccinum olivaceosum Lannoy & Estadès, Docums Mycol. 24(no. 94): 10 (1994)
- Leccinum scabrum f. melaneum (Smotl.) Sergeeva, (2000)
- Leccinum scabrum var. melaneum (Smotl.) Dermek, Fungorum Rariorum Icones Coloratae 16: 17 (1987)
- Leccinum scabrum (Bull.) Gray, A Natural Arrangement of British Plants (London) 1: 646 (1821) var. scabrum
- Leccinum subcinnamomeum Pilát & Dermek, Hribovité Huby: 144 (1974)
- Trachypus scaber (Bull.) Romagn., (1939)